# دانشگاه آلاسکا در فربنکس
دانشگاه آلاسکا در فربنکس (به انگلیسی: University of Alaska Fairbanks) UAF یکی از دانشگاه‌های ایالات متحده آمریکا و واقع در فربنکس در ایالات آلاسکا است.
این دانشگاه در سال ۱۹۱۷ تحت نام دانشگاه کشاورزی و مدرسه کانی‌شناسی کار خود را آغاز کرد و اولین محصلان این دانشگاه در سال ۱۹۲۲ مشغول به تحصیل شدند.
تا سال ۲۰۱۰ این دانشگاه حدود ۱۰۰۰۰ دانشجو را جذب خود کرده که ۶۰٪ آنها را زن و ۴۰٪ آنها را مرد تشکیل می‌دهند.

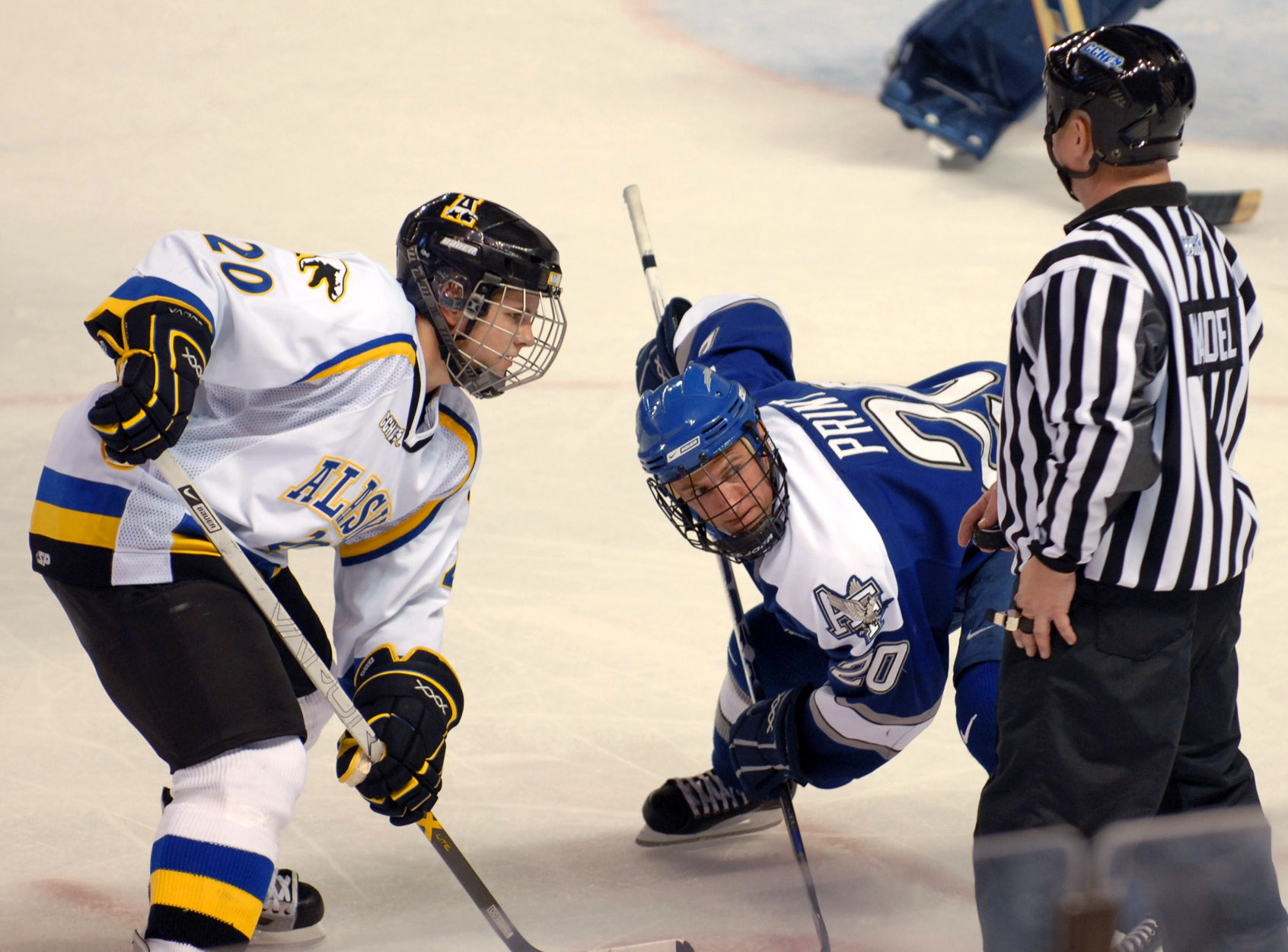
مسابقات هاکی دانشگاه آلاسکا در فربنکس